# Conference League Premier 2008-2009
La Conference League Premier 2008-2009, conosciuta anche con il nome di Blue Square Bet Premier per motivi di sponsorizzazione, è stata la 30ª edizione del campionato inglese di calcio di quinta divisione.

## Squadre partecipanti
| Squadra                | Città                | Stagione precedente                           |
| ---------------------- | -------------------- | --------------------------------------------- |
| Altrincham             | Altrincham           | 21º posto in Conference League Premier        |
| Barrow                 | Barrow-in-Furness    | 5º posto in Conference League North, promosso |
| Burton Albion          | Burton upon Trent    | 5º posto in Conference League Premier         |
| Cambridge United       | Cambridge            | 5º posto in Conference League Premier         |
| Crawley Town           | Crawley              | 15º posto in Conference League Premier        |
| Eastbourne Borough     | Eastbourne           | 2º posto in Conference League South, promosso |
| Ebbsfleet United       | Northfleet           | 11º posto in Conference League Premier        |
| Forest Green Rovers    | Nailsworth           | 8º posto in Conference League Premier         |
| Grays Athletic         | Grays                | 10º posto in Conference League Premier        |
| Histon                 | Histon and Impington | 7º posto in Conference League Premier         |
| Kettering Town         | Kettering            | 1º posto in Conference League North, promosso |
| Kidderminster Harriers | Kidderminster        | 13º posto in Conference League Premier        |
| Mansfield Town         | Mansfield            | 23º posto in Football League Two, retrocesso  |
| Lewes                  | Lewes                | 1º posto in Conference League South, promosso |
| Northwich Victoria     | Northwich            | 19º posto in Conference League Premier        |
| Oxford United          | Oxford               | 9º posto in Conference League Premier         |
| Rushden & Diamonds     | Irthlingborough      | 16º posto in Conference League Premier        |
| Salisbury City         | Salisbury            | 12º posto in Conference League Premier        |
| Stevenage Borough      | Stevenage            | 6º posto in Conference League Premier         |
| Torquay United         | Torquay              | 3º posto in Conference League Premier         |
| Weymouth               | Weymouth             | 18º posto in Conference League Premier        |
| Woking                 | Woking               | 17º posto in Conference League Premier        |
| Wrexham                | Wrexham              | 24º posto in Football League Two, retrocesso  |
| York City              | York                 | 14º posto in Conference League Premier        |

## Classifica finale
|  | Pos. | Squadra             | Pt | G  | V  | N  | P  | GF | GS | DR  |
|  | ---- | ------------------- | -- | -- | -- | -- | -- | -- | -- | --- |
|  | 1    | Burton Albion       | 88 | 46 | 27 | 7  | 12 | 81 | 52 | +29 |
|  | 2    | Cambridge Utd       | 86 | 46 | 24 | 14 | 8  | 65 | 39 | +26 |
|  | 3    | Histon              | 83 | 46 | 23 | 14 | 9  | 78 | 48 | +30 |
|  | 4    | Torquay Utd         | 83 | 46 | 23 | 14 | 9  | 72 | 47 | +25 |
|  | 5    | Stevenage           | 81 | 46 | 23 | 12 | 11 | 73 | 54 | +19 |
|  | 6    | Kidderminster       | 79 | 46 | 23 | 10 | 13 | 69 | 48 | +21 |
|  | 7    | Oxford Utd (-5)     | 77 | 46 | 24 | 10 | 12 | 72 | 51 | +21 |
|  | 8    | Kettering Town      | 76 | 46 | 21 | 13 | 12 | 50 | 37 | +13 |
|  | 9    | Crawley Town (-1)   | 70 | 46 | 19 | 14 | 13 | 77 | 55 | +22 |
|  | 10   | Wrexham             | 66 | 46 | 18 | 12 | 16 | 64 | 48 | +16 |
|  | 11   | Rushden & Diamonds  | 63 | 46 | 16 | 15 | 15 | 61 | 49 | +12 |
|  | 12   | Mansfield Town (-4) | 62 | 46 | 19 | 9  | 18 | 57 | 55 | +2  |
|  | 13   | Eastbourne Borough  | 60 | 46 | 18 | 6  | 22 | 58 | 70 | -12 |
|  | 14   | Ebbsfleet Utd       | 58 | 46 | 16 | 10 | 20 | 52 | 60 | -8  |
|  | 15   | Altrincham          | 56 | 46 | 15 | 11 | 20 | 49 | 66 | -17 |
|  | 16   | Salisbury City      | 55 | 46 | 14 | 13 | 19 | 54 | 64 | -10 |
|  | 17   | York City           | 52 | 46 | 11 | 19 | 16 | 47 | 51 | -4  |
|  | 18   | Forest Green        | 52 | 46 | 12 | 16 | 18 | 70 | 76 | -6  |
|  | 19   | Grays Athletic      | 52 | 46 | 14 | 10 | 22 | 44 | 64 | -20 |
|  | 20   | Barrow              | 51 | 46 | 12 | 15 | 19 | 51 | 65 | -14 |
|  | 21   | Woking              | 44 | 46 | 10 | 14 | 22 | 37 | 60 | -23 |
|  | 22   | Northwich Victoria  | 43 | 46 | 11 | 10 | 25 | 56 | 75 | -19 |
|  | 23   | Weymouth            | 43 | 46 | 11 | 10 | 25 | 45 | 86 | -41 |
|  | 24   | Lewes               | 24 | 46 | 6  | 6  | 34 | 28 | 89 | -61 |

Legenda:
      Promosso in Football League Two 2009-2010.
  Ammesso ai play-off.
      Retrocesso in Conference League North 2009-2010.
      Retrocesso in Conference League South 2009-2010.
Regolamento:
Tre punti a vittoria, uno a pareggio, zero a sconfitta.
In caso di arrivo di due o più squadre a pari punti, la graduatoria viene stilata secondo i seguenti criteri:
- differenza reti
- maggior numero di gol segnati

Note:

L'Oxford United è stato sanzionato con 5 punti di penalizzazione per aver utilizzato un calciatore non registrato.
Il Mansfield Town è stato sanzionato con 4 punti di penalizzazione per aver utilizzato un calciatore non registrato nelle prime due gare di campionato.
Il Crawley Town è stato sanzionato con 1 punto di penalizzazione per aver utilizzato un calciatore non registrato.

## Spareggi

### Play-off

#### Tabellone
|  | Semifinali | Semifinali    | Semifinali | Semifinali | Semifinali |  |  | Finale | Finale        | Finale |  |
|  |            |               |            |            |            |  |  |        |               |        |  |
|  | 5          | Stevenage     | 3          | 0          | 3          |  |  |        |               |        |  |
|  | 2          | Cambridge Utd | 1          | 3          | 4          |  |  | 2      | Cambridge Utd | 0      |  |
|  | 4          | Torquay Utd   | 2          | 0          | 2          |  |  | 4      | Torquay Utd   | 2      |  |
|  | 3          | Histon        | 0          | 1          | 0          |  |  |        |               |        |  |

#### Semifinali
|                   | Risultati |                   | Luogo                |
| ----------------- | --------- | ----------------- | -------------------- |
| Stevenage Borough | 3-1       | Cambridge United  | Stevenage            |
| Cambridge United  | 3-0       | Stevenage Borough | Cambridge            |
|                   |           |                   |                      |
| Torquay United    | 2-0       | Histon            | Torquay              |
| Histon            | 1-0       | Torquay United    | Histon and Impington |
|                   |           |                   |                      |

#### Finale
|                  | Risultati |                | Luogo            |
| ---------------- | --------- | -------------- | ---------------- |
| Cambridge United | 0-2       | Torquay United | Londra (Wembley) |
|                  |           |                |                  |